# Charmosyna placentis
Charmosyna placentis là một loài chim trong họ Psittacidae.

## Hình ảnh

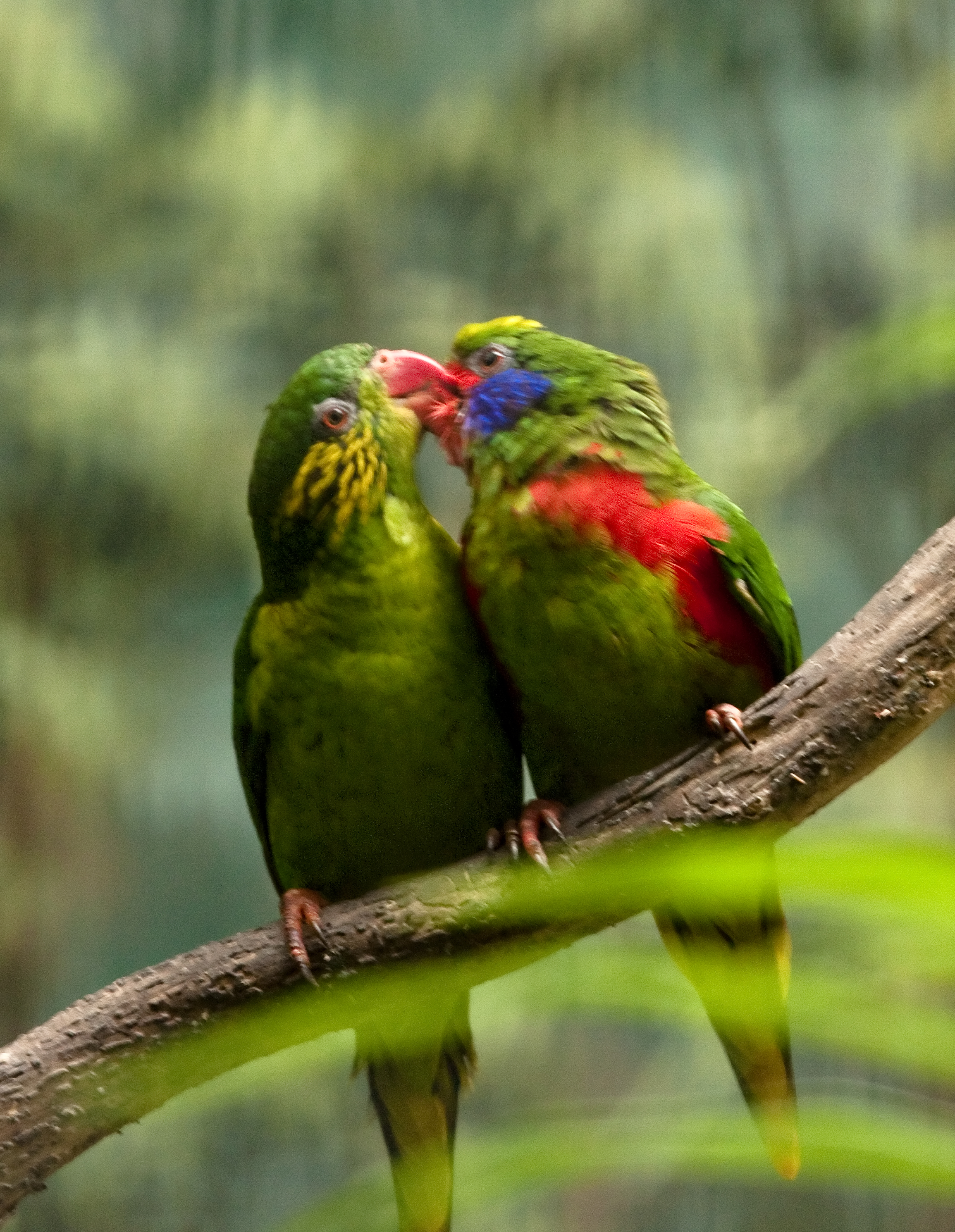
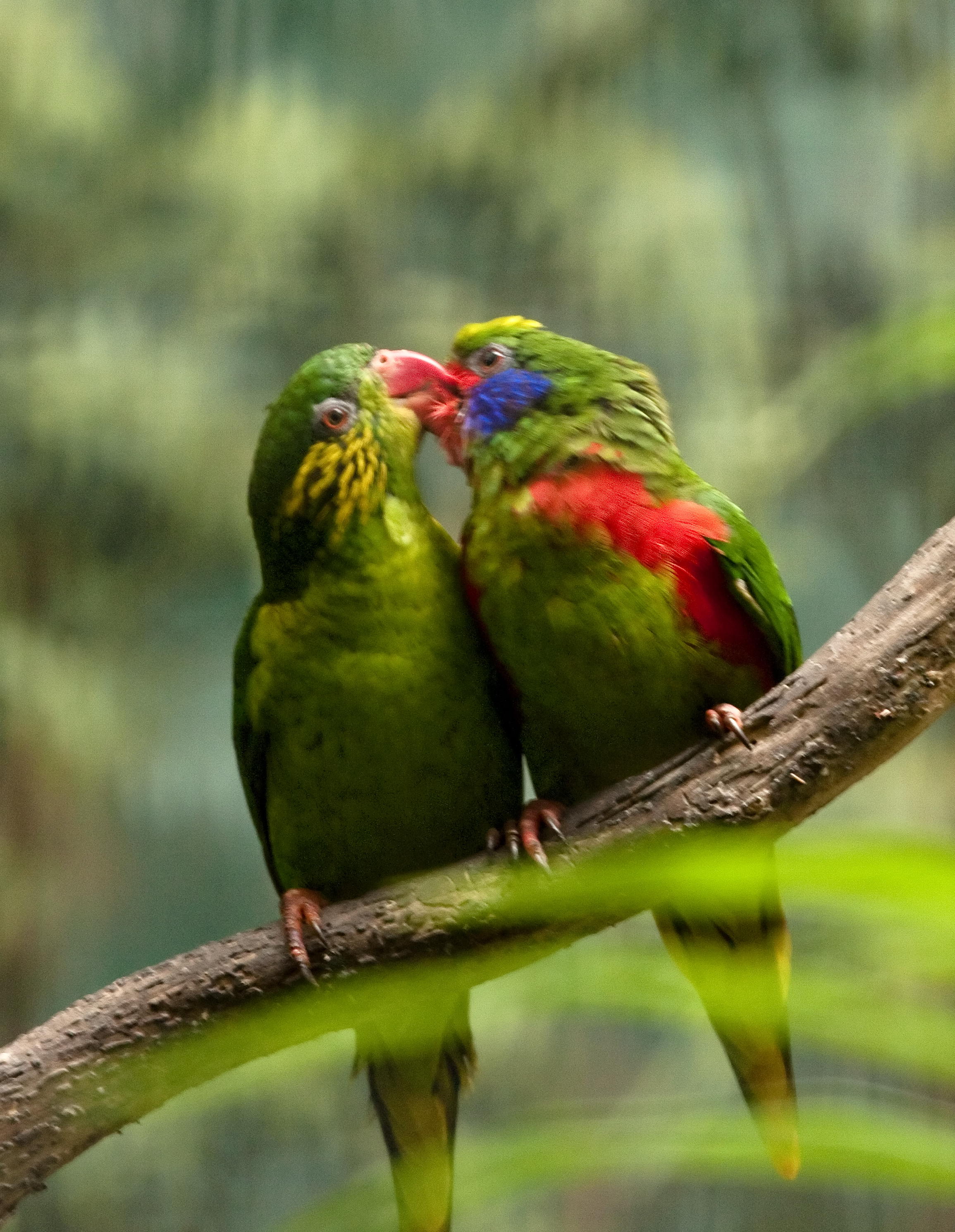